# Dorothy West

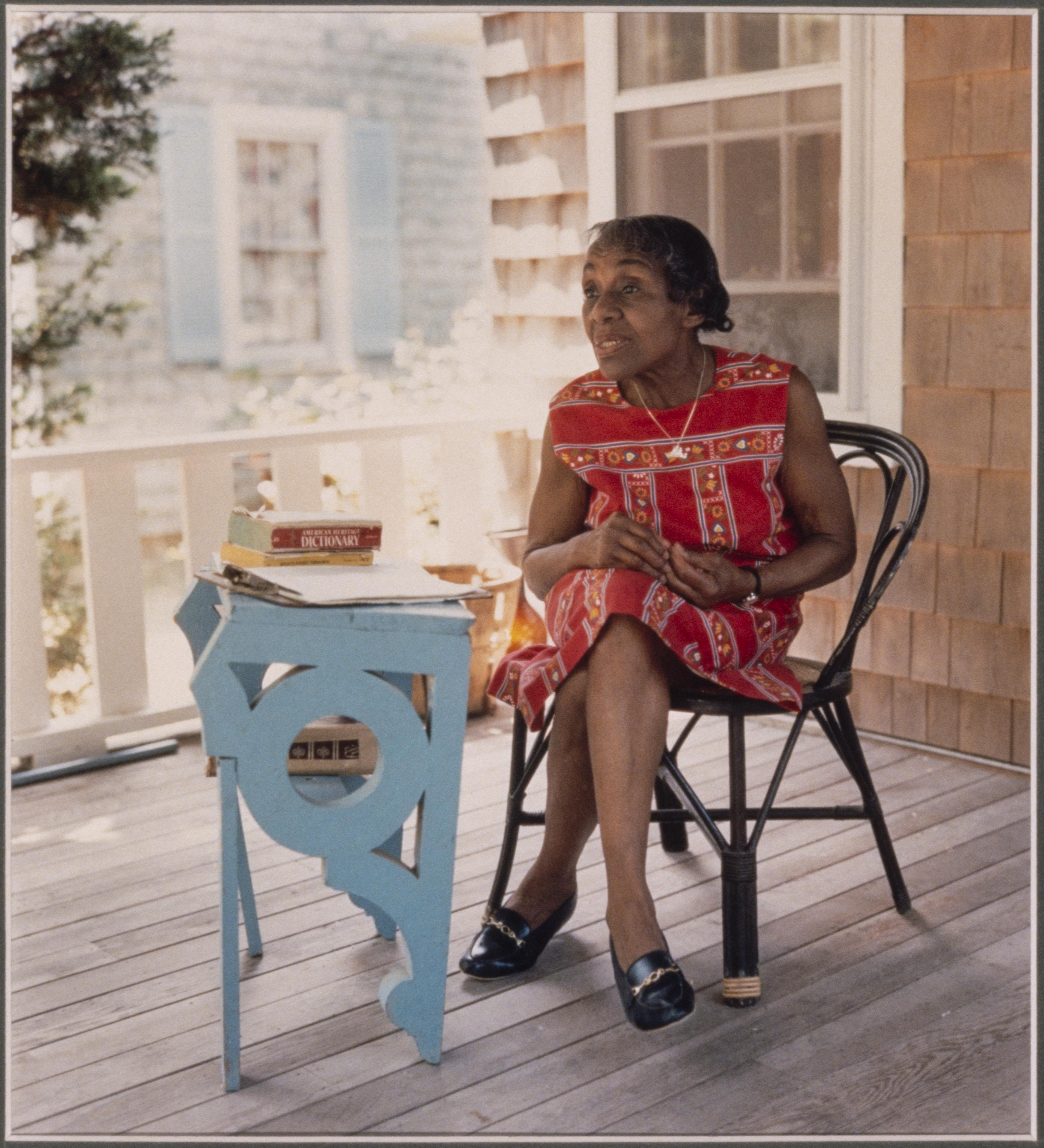
Dorothy West an ihrem Schreibtisch (1981)

Dorothy West (* 2. Juni 1907 in Boston; † 16. August 1998 in Boston) war eine US-amerikanische Schriftstellerin. Sie ist eine bedeutende Vertreterin der Harlem Renaissance und galt als deren jüngstes, später als das letzte überlebende Mitglied. Dorothy West ist bekannt für ihre Romane The Living Is Easy und The Wedding und als Autorin von Kurzgeschichten. Ihre Geschichten spielen meist in der gehobenen Gesellschaft ihrer Zeit und zeichnen sich durch einen kritischen und teilweise satirischen Blick auf die Schwarze Oberschicht der amerikanischen Ostküste aus.

## Leben und Werk
Dorothy West war die einzige Tochter von Rachel Pease Benson und Isaac Christopher West. Ihr Vater, der in Sklaverei geboren war, hatte es als Obst- und Gemüsehändler zu Wohlstand gebracht. Dorothy wuchs mit ihren zahlreichen Cousins und Cousinen in Boston auf.
West begann schon als Kind zu schreiben. Mit 14 Jahren veröffentlichte sie ihre erste Kurzgeschichte, Promise and Fulfillment, in der Boston Post. Mit 20 Jahren gewann sie für ihre Kurzgeschichte The Typewriter ihre erste Auszeichnung. Der Schriftsteller Edward J. O’Brien wählte die Geschichte für den von ihm herausgegebenen Sammelband The Best Short Stories of 1926 aus.
West besuchte die Girls’ Latin School und begann mit 16 Jahren, an der Boston University zu studieren. Später besuchte sie die Columbia University School of Journalism. Inspiriert von der künstlerischen Bewegung der Harlem Renaissance zog West mit 17 Jahren nach Harlem und schloss sich dem von ihr bewunderten Kreis afroamerikanischer Künstlerinnen und Künstler an. Als dessen jüngstes Mitglied erhielt sie den Spitznamen „the kid“.
1932 lebte sie für ein Jahr in der Sowjetunion, um dort mit Langston Hughes einen Dokumentarfilm zu drehen, der allerdings nie fertiggestellt wurde. Um die durch die Great Depression eingeschränkte schriftstellerische Kultur ihres Landes zu fördern, gründete sie 1934 die Literaturzeitschrift Challenge, die Texte junger Schwarzer Autorinnen und Autoren veröffentlichte. Weder diese noch die 1937 gegründete Nachfolgezeitschrift New Challenge konnte sich in der Wirtschaftskrise behaupten, und beide mussten ihren Betrieb nach einigen Jahren einstellen. 
Von 1940 bis 1960 veröffentlichte West regelmäßig Kurzgeschichten in den New York Daily News. Ihr erster Roman, The Living Is Easy, erschien 1948. Er ist eine satirische Darstellung des Lebens der Schwarzen Oberschicht von Boston und hat autobiografische Züge. 
Wests Familie besaß ein Ferienhaus auf der Insel Martha’s Vineyard, in dem Dorothy West ab 1947 dauerhaft wohnte. Sie schrieb dort Kolumnen für die Zeitung The Vineyard Gazette und nahm die Arbeit an ihrem zweiten Roman wieder auf, den sie schon 20 Jahre zuvor zu schreiben begonnen hatte. Während dieser Zeit schloss sie Freundschaft mit Jacqueline Kennedy Onassis, die sie häufig besuchte und sie ermutigte, den Roman fertigzustellen. Der 1995 veröffentlichte Roman trägt den Titel The Wedding und ist dem Andenken an Jackie Kennedy gewidmet. Er handelt vom Leben der Schwarzen Bevölkerung von Martha’s Vineyard und behandelt sowohl rassistische Diskriminierung als auch Vorurteile und Ausgrenzung innerhalb der Schwarzen Gemeinschaft.
Sie war prominent in der Anthologie Daughters of Africa vertreten, die 1992 von Margaret Busby in London und New York herausgegeben wurde.
West lebte bis zu ihrem Lebensende auf Martha’s Vineyard. Sie starb im Alter von 91 Jahren.

## Werke
- The Living Is Easy. 1948.
- The Wedding. 1995.
- Die Hochzeit : Roman. Übersetzung Christa E. Seibicke. München : Kindler, 1996
- The Richer, The Poorer: Stories, Sketches, and Reminiscences. 1995.
- The Dorothy West Martha’s Vineyard. Stories, Essays and Reminiscences by Dorothy West Writing in the Vineyard Gazette, herausgegeben von James Rober Saunders und Renae Nadine Shackelford. 2001.

## Auszeichnungen
1996 erhielt Dorothy West den Anisfield-Wolf Book Award für ihr Lebenswerk.

## Verfilmung
Charles Burnett verfilmte The Wedding 1998 als gleichnamigen Fernseh-Zweiteiler mit Halle Berry in der Hauptrolle.